# Tony Tate
Antonio "Tony" Tate (DeKalb, 28 gennaio 1998) è un giocatore di football americano statunitense, che gioca come wide receiver per gli Edmonton Elks.
Dopo aver giocato per 2 diverse squadre universitarie statunitensi, nel 2023 si trasferisce ai Panthers Wrocław e nel 2024 passa agli Edmonton Elks, nella Canadian Football League.